# Červenošpičák

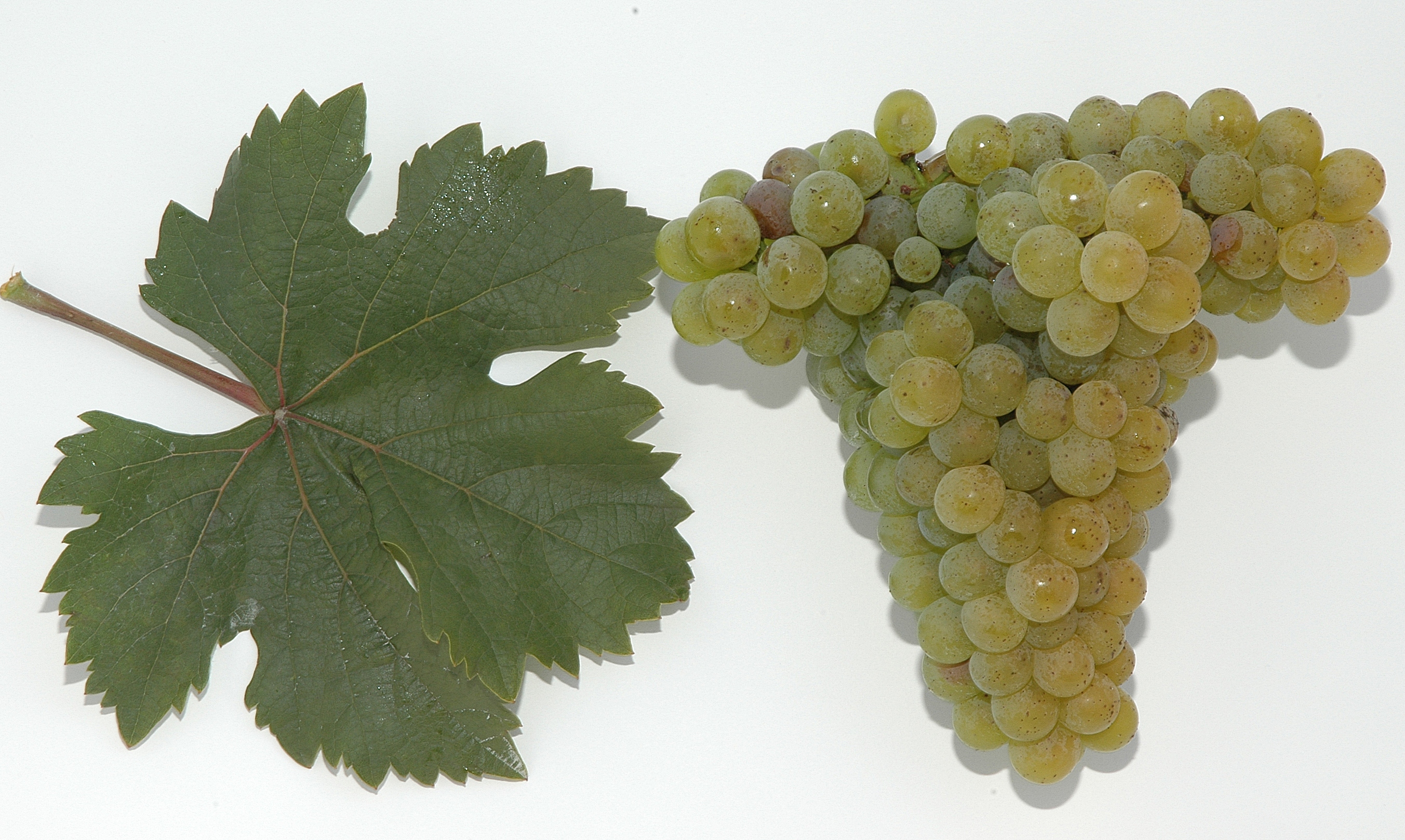
Červenošpičák

Červenošpičák (zkratka Čšp, název dle VIVC Rotgipfler) je stará moštová odrůda révy vinné (Vitis vinifera), používaná k výrobě bílých vín, spontánní kříženec odrůd Tramín a Veltlínské červené.

## Popis
Réva vinná (Vitis vinifera) odrůda Červenošpičák je jednodomá dřevitá pnoucí liána dorůstající v kultuře až několika metrů. Kmen tloušťky až několik centimetrů je pokryt světlou borkou, která se loupe v pruzích. Úponky révy jsou krátké, umožňují této rostlině pnout se po pevných předmětech. Růst je středně bujný se vzpřímenými až polovzpřímenými letorosty. Vrcholky letorostů jsou otevřené, silně bíle vlnatě ochmýřené, středně silně pigmentované antokyaniny, bronzově červeně zabarvené. Internodia a nodia jsou zelená s červenohnědými pruhy až červenohnědá, bez ochmýření. Mladé lístky jsou středně silně bíle vlnatě ochmýřené, zelené s bronzovým nádechem, středně silně pigmentované antokyaniny. Jednoleté réví je eliptického průřezu, tmavohnědé, rýhované, poměrně tenké. Podzimní barva listů je žlutá.
Listy jsou středně velké, okrouhlé, širší než delší, pětilaločnaté s hlubokými horními i dolními výkroji, které mají oblé dno, miskovitě prohnuté, tupě zoubkované na okraji, na povrchu světleji zelené, svraskalé, drsně puchýřnaté, na rubu plstnaté, úzce otevřený až uzavřený řapíkový výkroj je lyrovitý. Řapík je středně krátký až dlouhý, kratší, než medián listu, narůžovělý, stejně jako žilnatina listu v okolí napojení řapíku.
Oboupohlavní pětičetné květy v hroznovitých květenstvích jsou žlutozelené, samosprašné. Plodem je středně velká, kulatá až podlouhle eliptická bobule zelenožluté barvy s hnědavým líčkem na osluněné straně, slupka je středně silná, průměrně ojíněná, dužina je sladká a šťavnatá, neutrální chuti, s poměrně malými semeny. Bobule jsou nejednotné velikosti, stopečky jsou krátké, obtížně oddělitelné. Hrozny jsou střední až velké (137 g), husté, krátce válcovitě-kuželovité, křídlaté, s krátkou, průměrně lignifikovanou stopkou.

## Původ a rozšíření
Červenošpičák je stará moštová odrůda vinné révy (Vitis vinifera), spontánní kříženec odrůd Tramín a Veltlínské červené. Poprvé byla písemně zmíněna roku 1850 ze Štýrska. Kdysi byla rozšířena téměř ve všech rakouských oblastech, na Moravě a v Německu, ve Württembersku a v Alsasku.
Dnes se odrůda pěstuje v Rakousku, v oblasti Thermenregion, výhradně v okolí města Gumpoldskirchen jako relikt zašlé slávy a slouží tam k výrobě bílého vína s chráněným názvem „Gumpoldskirchener Königswein“. Kromě toho se tam vysazuje spolu s odrůdou Zierfandler Rot (Spätrot) ve smíšených výsadbách a z obou těchto odrůd se vyrábí cuvée s názvem „Spätrot-Rotgipfler“. Roku 1999 byla odrůda v Rakousku vysazena celkově na 119 ha. Velmi malé plochy s touto odrůdou lze objevit též na Slovensku (Limbach) v Německu, v Alsasku, v Maďarsku, Chorvatsku, Slovinsku, v USA a v Jihoafrické republice.
Ve Státní odrůdové knize České republiky není odrůda zapsána. Vinařský zákon povoloval u nás z této odrůdy vyrábět víno v kategorii zemských vín až do roku 2010, nicméně ve vyhlášce č. 323/2004 Sb. po novele vyhláškou č. 28/2010 Sb. již mezi odrůdami, ze kterých je dovoleno vyrábět zemská vína, není uvedena. Na Moravě ji najdeme již pouze ve starých vinicích, ojediněle se vyskytuje na Znojemsku, ustupuje však kvalitnějším odrůdám.

## Název
Odrůda získala své jméno podle bronzově zbarvených vrcholků letorostů. Zejména okraje nejmladších listů se zbarvují do růžova až červena. Další, lokálně používaná synonyma odrůdy Červenošpičák jsou : Ротгипфлер (Rusko), Grober Reifler, Grüner Reifler, Piros Veltelini, Reifler, R. Grober, R. Grüner, Reigler, R. Weisser, Rotgipfler, Rothgipfler (USA), R. Blanc, Rotreifler, Rotstreifler, Sladki Zelenac (Bulharsko), Vöröshegüe, Vörösscücsü, Weisser Reifler, W. Rotgipfler, Zelen, Zelenac Slatki (Chorvatsko).

## Pěstování
Réví dobře vyzrává. Odrůda raší i kvete středně pozdně, dozrává pozdně, začátkem až v polovině října. Při dlouhých slunečných podzimech dosahují hrozny vysoké cukernatosti hrozinkovatěním bobulí. Při přezrávání bobulí se neztrácejí kyseliny. Plodnost odrůdy je vysoká, 10–14 t/ha při cukernatosti 17–20 °NM a aciditě 9–13 g/l. Vhodné jsou podnože SO-4, T 5C, 125 AA, Cr 2. Odrůda vyžaduje výborné polohy, nejlépe vápenité půdy.

### Choroby a škůdci
Proti houbovým chorobám je odolnost střední, proti plísni šedé (Botrytis cinerea) nízká, je nutná důkladná chemická ochrana. Hrozny trpí pro svou kompaktnost a hustotu často hnilobou. Zimním mrazům odolává odrůda průměrně, dobře odolává pozdním jarním mrazům.

## Víno
Barva typových vín je zelenožlutá až zlatožlutá, ve vůni najdeme lesního med a hrozinky, koření, broskve a citrusy, chuť je u jakostních vín neutrální a svěží, u přívlastkových jemná a vyzrálá. Víno je plné a extraktivní, harmonické, ale poněkud „tvrdší“, s vyšší kyselinkou, chuť je svěží, kořenitá, podobná vínům Veltlínského zeleného, ale jejich jakosti nedosahuje.
V okolí rakouského Gumpoldskirchenu se vyrábí cuvée s odrůdou Zierfandler Rot pod názvem „Spätrot-Rotgipfler“. Tato směska je aromatická, plná a kvalitní, má velký potenciál zrání jak v sudu, tak na lahvi. Zralosti dosahuje po dvou až třech letech, archivovat se dá i deset let.

## Stolování
Suchá, plná, vyzrálá vína se hodí k hutným masitým pokrmů. Vyzrálá přívlastková vína se zbytkovým cukrem dobře doplní husí játra, gorgonzolu, roquefort, ořechové dezerty nebo palačinky s krémovou náplní.

### Multimédia
- Ing. Radek Sotolář : Multimediální atlas podnožových, moštových a stolních odrůd révy, Mendelova zemědělská a lesnická universita Brno, zahradnická fakulta v Lednici
- Martin Šimek : Encyklopédie všemožnejch odrůd révy vinné z celýho světa s přihlédnutím k těm, co již ouplně vymizely, 2008–2012